# Modelo XY
O modelo XY clássico (às vezes também chamado de modelo clássico de rotor ou modelo O(2)) é um modelo de rede diagonal de mecânica estatística. É o caso especial do modelo vetorial n para {\displaystyle n=2}.

## Definição
Dada uma rede diagonal Λ  dimensional-D, para cada sítio j ∈ Λ da rede existe um vetor de comprimento unitário bidimensional sj = (cos θj, sin θj)
A configuração de rotação, s = (sj)j ∈ Λ é uma atribuição do ângulo −π < θj ≤ π para cada j ∈ Λ.
Dada uma tradução invariante da interação Jij = J(i − j) e um campo externo dependente do ponto {\displaystyle \mathbf {h} _{j}=(h_{j},0)}, a energia de configuração é
{\displaystyle H(\mathbf {s} )=-\sum _{i\neq j}J_{ij}\;\mathbf {s} _{i}\cdot \mathbf {s} _{j}-\sum _{j}\mathbf {h} _{j}\cdot \mathbf {s} _{j}=-\sum _{i\neq j}J_{ij}\;\cos(\theta _{i}-\theta _{j})-\sum _{j}h_{j}\cos \theta _{j}}
O caso em que Jij = 0, exceto para o vizinho mais próximo ij, é chamado de "caso do vizinho mais próximo".
A probabilidade de configuração é dada pela distribuição de Boltzmann com temperatura inversa β ≥ 0:
{\displaystyle P(\mathbf {s} )={\frac {e^{-\beta H(\mathbf {s} )}}{Z}}\qquad Z=\int _{[-\pi ,\pi ]^{\Lambda }}\prod _{j\in \Lambda }d\theta _{j}\;e^{-\beta H(\mathbf {s} )}.}
onde Z é a normalização ou função de partição.  A notação {\displaystyle \langle A(\mathbf {s} )\rangle } indica a expectativa da variável aleatória A(s) no limite de volume infinito, após as condições de fronteira periódicas terem sido impostas.